# Kakashi
Kakashi (jap. 案山子 „Strach na wróble”) – japoński horror z 2001 roku w reżyserii Norio Tsuruty. Znany również pod angielskim tytułem Scarecrow (dosł. tłum.).

## Opis fabuły
Fabuła oparta jest na mandze autorstwa Junji Itō. Główna bohaterka, Kaoru, w poszukiwaniach swego brata trafia do odległej wioski górskiej. Gdy jej samochód ulega zepsuciu, spędza kilka nocy w wiosce, której mieszkańcy przygotowują się do corocznego festiwalu strachów na wróble. Dręczona niepokojącymi snami zauważa, że wokół niej zaczynają się dziać dziwne rzeczy.